# Лютик ползучий
Лю́тик ползу́чий (лат. Ranunculus repens) — вид травянистых растений рода Лютик (Ranunculus) семейства Лютиковые (Ranunculaceae).

## Ботаническое описание
Многолетнее травянистое растение высотой 15—40 см с коротким ветвистым корневищем. Стебель восходящий или стелющийся, укореняющийся в узлах, толстый, сочный, голый или коротко опушённый.
Прикорневые листья черешковые, тройчатые, состоящие из ромбовидно-яйцевидных, глубоко тройчатораздельных, неравнозубчатых листочков. Верхние листья сидячие, ланцетные, тройчатораздельные.
Цветки обоеполые, правильные, с пятью оттопыренными чашелистиками, пятью золотисто-жёлтыми лепестками, многочисленными тычинками и пестиками. Диаметр венчика 2-3 см. Цветонос ясно бороздчатый. Цветки одиночные верхушечные или собраны в полузонтик. Цветёт в июне. Формула цветка: {\displaystyle \ast K_{5}\;C_{5}\;A_{\infty }\;G_{\infty }}.
Плод — многоорешек с короткими носиками у орешков. Тип опыления — насекомоопыляемые.
|                         |  |
| Цветки лютика ползучего |  |

## Распространение и экология
Встречается в Европе, Азии и Северо-Западной Африке. Растёт на влажных, затенённых, наносных почвах: по берегам рек и озёр, на влажных лугах, в кустарниковых зарослях, на лесных болотах, по полям и огородам.

## Хозяйственное значение и применение
Хороший весенний пыльценос, но слабый медонос. Активно посещается пчёлами. Пыльцепродуктивность одного цветка 4,0—6,4мг.
На Камчатке поедается северным оленем (Rangifer tarandus).
Весной и ранним летом в большом количестве поедается европейским лосём (Alces alces Linnaeus).

## Классификация

### Таксономия
Ranunculus repens L., 1753, Sp. Pl. : 554
Вид Лютик ползучий относится к роду Лютик (Ranunculus) семейства Лютиковые (Ranunculaceae) порядка Лютикоцветные (Ranunculales). Таксономическая схема в соответствии с Системой APG IV по состоянию на июнь 2024 года:
|  |                                      |  |                                   |                                   |                     |  | ещё 6 семейств | ещё 6 семейств |                    |  |                        |  | еще 1 615 подтвержденных видов и 480 видов, ожидающих подтверждения | еще 1 615 подтвержденных видов и 480 видов, ожидающих подтверждения |  |
|  |                                      |  |                                   |                                   |                     |  | ещё 6 семейств | ещё 6 семейств |                    |  |                        |  | еще 1 615 подтвержденных видов и 480 видов, ожидающих подтверждения | еще 1 615 подтвержденных видов и 480 видов, ожидающих подтверждения |  |
|  |                                      |  |                                   | порядок Лютикоцветные             |                     |  |                |                | род Лютик          |  |                        |  |                                                                     |                                                                     |  |
|  |                                      |  |                                   | порядок Лютикоцветные             |                     |  |                |                | род Лютик          |  | 1 внутривидовой таксон |  |                                                                     |                                                                     |  |
|  | отдел Цветковые, или Покрытосеменные |  |                                   |                                   | семейство Лютиковые |  |                |                | вид Лютик ползучий |  |                        |  |                                                                     |                                                                     |  |
|  | отдел Цветковые, или Покрытосеменные |  |                                   |                                   |                     |  |                |                |                    |  |                        |  |                                                                     |                                                                     |  |
|  |                                      |  | ещё 63 порядка цветковых растений | ещё 63 порядка цветковых растений |                     |  |                | ещё 53 рода    | ещё 53 рода        |  |                        |  |                                                                     |                                                                     |  |
|  |                                      |  |                                   | ещё 63 порядка цветковых растений |                     |  |                |                | ещё 53 рода        |  |                        |  |                                                                     |                                                                     |  |

### Синонимы
- Ranunculastrum repens Fourr.
- Ranunculastrum reptabundum Fourr.
- Ranunculus belvisii DC.
- Ranunculus caleyanus G.Don
- Ranunculus clintonii L.C.Beck
- Ranunculus intermedius Eaton
- Ranunculus lagascanus DC.
- Ranunculus lucidus Poir.
- Ranunculus oenanthefolius Ten. & Guss.
- Ranunculus prostratus Poir.
- Ranunculus pubescens Lag.
- Ranunculus repens f. polypetalus S.H.Li & Y.H.Huang
- Ranunculus repens f. schlechtendalii Kurtz
- Ranunculus repens var. brevistylus Maxim.
- Ranunculus repens var. erectus DC.
- Ranunculus repens var. glabratus DC.
- Ranunculus repens var. linearilobus DC.
- Ranunculus repens var. major Nakai
- Ranunculus repens var. pleniflorus Fernald
- Ranunculus repens var. repens
- Ranunculus repens var. villosus Lamotte
- Ranunculus schlechtendalii Hook.
- Ranunculus semidecurrens Opiz